# Camptandra parvula
Camptandra parvula là một loài thực vật có hoa trong họ Gừng. Loài này được John Gilbert Baker mô tả khoa học đầu tiên năm 1890 dưới danh pháp Kaempferia parvula theo mô tả trước đó của George King. 1899, Henry Nicholas Ridley chuyển nó sang chi Camptandra.
Trong Checklist of the Zingiberaceae of Malesia 2004, Newman et al. coi Camptandra gracillima như là một thứ của C. parvula, với danh pháp Camptandra parvula var. angustifolia Ridl., 1899.

## Phân bố
Loài này được tìm thấy ở cao độ khoảng 600-1.200 m (2.000-4.000 ft) trên đất đá hay bờ sông ở các bang Selangor (Bukit Kutu), Pahang (sông Tahan), Penang (Government Hill), Perak (Thaiping Hills, Bujong Malacca, Goping = Gopeng), Malaysia.
Mẫu vật điển hình: Dr. King s.n. = H.H. Kunstler s.n., do Hermann H. Kunstler (1837-1887) thu thập.